# متیل‌آمونیوم نیترات
متیل‌آمونیوم نیترات (به انگلیسی: Methylammonium nitrate) با فرمول شیمیایی CH۶N۲O۳ یک ترکیب شیمیایی با شناسه پاب‌کم ۱۵۹۹۲۴ است؛ که جرم مولی آن ۹۴٫۰۷ g/mol می‌باشد.